# 최용준 (야구 선수)
최용준(2001년 12월 19일 ~ )은 현 KBO 리그 KT 위즈의 투수이다.

## KIA 타이거즈시절
2020년에 입단하였다. 2021년 6월 16일 SSG 랜더스와의 경기에 선발 등판하며 데뷔 첫 경기를 치렀고, 경기에서 2.1이닝 6실점을 기록했다. 2022년 시즌 후 방출됐다.